# 055형 구축함
055형 구축함(055型 驅逐艦, NATO/OSD Renhai-class cruiser)은 중화인민공화국의 방공구축함으로 중국 해군 최대 크기의 구축함이다. 난창급 순양함이라고도 부른다. (NATO 코드명 "Renhai")

## 역사
8척을 계획했는데, 5척이 건조중이고 1척이 취역했다.
만재배수량 13,000톤으로, 같은 동북아시아의 대형 구축함인 10,000톤급 세종대왕급 구축함, 아타고급 구축함, 곤고급 구축함 보다도 크기 때문에 동북아시아 최대 크기의 구축함이다. 건조비는 60억 위안으로 한화 9,900억원에 달해 세종대왕급 구축함의 건조비와 비슷하다.
2019년 12월 27일, 중국 공산당 기관지 인민일보 자매지 환구시보는 랴오닝성 다롄 조선소에서 중국의 6번째 055형 구축함과 23번째 052D형 구축함이 진수되며, 2년 후에 취역할 것이라고 밝혔다.
2차 대전, 태평양 전쟁 당시에는 대형 방공 순양함과, 중형 대잠 구축함이 함께 작전했지만, 요즘의 대형 이지스 방공 순양함은 대잠전 기능까지 갖추었다.

## 디자인

### 전자장비
미국 이지스함처럼 함교에 Type 346B AESA S 밴드/X 밴드 레이더 4개를 붙였다. 구축함의 전장관리체계(battle management system)는 항모타격단(Carrier strike group)과 통합되었다. 이전의 Type 346 AESA 레이더는 S 밴드/C 밴드였다. X 밴드 레이더는 보다 상부에 위치하는데, 이는 수평 탐색과 저고도 비행체 탐지 능력을 높여준다. Type 346B 어레이는 보다 40% 크고, 고출력이며 X 밴드 레이더 아래에 설치되었다. 40% 크기가 큰 게 중요한데, 레이더가 클수록 탐지거리와 탐지능력이 높아진다.
전자전(ESM), 전자전대책(ECM), 전자광학센서, 데이터링크가 설치되었다. 이전의 중국 구축함 보다 훨씬 최첨단이다.
좌현에 가변심도소나, 예인소나 사출장치가 있다. 이전 구축함 보다 커진 함수소나(bow sonar)를 장착한다.

### 무장
112셀의 VLS를 설치했다. 한미일의 이지스 순양함과 비슷한 규모이다. 64셀은 함수, 48셀은 함미에 있다. 052D형 구축함에서 사용했던 VLS이다. 이전 모델 보다는 길이가 9m로 길어졌다. VLS에서 HHQ-9 지대공 미사일, YJ-18 대함 순항미사일, CJ-10 함대지 순항미사일, 대잠어뢰 미사일을 발사할 수 있다.
장거리 순항미사일 CJ-10을 탑재하고 있다. CJ-10은 탄두중량 500kg, 사거리 최대 1,500km에 달하는 가공할 장거리 순항미사일이다.

## 동북아 이지스함 대결
배수량 1만톤급을 순양함, 그 미만을 구축함이라고 보면, 한미일중러 5개국은 2020년 현재 이지스함 전력을 구축하며 대결중이다. 여기서 이지스라는 것은 함교의 벽에 고정형 AESA 레이더를 장착한 군함을 말한다.
미7함대, 일본 해상자위대, 한국 해군, 중국 해군은 모두 1만톤급 이지스 순양함을 보유하고 있다.
- 미국, 7함대, 타이콘데로가급 순양함, 알레이버크급 구축함
- 일본, 공고급 구축함, 아타고급 구축함
- 대한민국, 세종대왕급 구축함, KDX-III batch-II(계획)과 KDX-batch-III(계획)
- 중국, 난창급 순양함
- 러시아, 리데르급 구축함(계획)

일본 해상자위대, 중국 해군, 러시아 해군은 4-7천톤급 이지스 구축함을 보유하고 있다. 한국도 이러한 소형(?) 이지스 구축함을 계획하고 있다.
- 일본, 아키즈키급 호위함
- 대한민국, 한국형 차기 구축함(계획)
- 중국, 란저우급 구축함, 쿤밍급 구축함
- 러시아, 고르쉬코프급 호위함

## 중국 해군의 전투함 레이다 비교
(전투기 목표물 기준의 탐지거리)
- 중국 - 055형 구축함 346식B 레이다 450km,
- 중국 - 052D형 구축함(쿤밍급) 346식 레이다 350km, 5척
- 중국 - 란저우급 구축함(052C형) 346식 레이다 350km, 6척
- 중국 - 루저우급 구축함(051C형) 381식 레이다 100km, 364식 레이다 100km, 2척
- 중국 - 광저우급 구축함(052B형) 381식 레이다 100km, 2척
- 중국 - 지앙카이II급 호위함 382식 레이다 250km, 23척
- 중국 - 056형 호위함(장도우급) 364식 레이다 100km, 32척

## 같이 보기
- 세종대왕함
- 공고함
- 타이콘데로가함